# Tomhet
Tomhet,  i betydelsen ett mänskligt tillstånd, är en känsla som bland annat kan bestå i tristess, socialt utanförskap och apati. Känslor av tomhet åtföljs ofta av depression, ensamhet, förtvivlan eller andra psykiska eller känslomässiga störningar som självmordstankar. 
Tomhetskänsla kan också vara en del av en naturlig process av sorg, som en följd av separation, till exempel vid en nära anhörigs död eller andra betydande förändringar. De särskilda betydelserna av ordet "tomhet" varierar dock i olika sammanhang, såsom i religiösa eller kulturella traditioner. 
Medan Kristendomen och västerländska sociologer och psykologer ofta ser på tomhetstillståndet som ett negativt tillstånd ses det som ett positivt sådant i vissa östliga filosofier, såsom buddhistisk filosofi och daoism.